# Activo intangible
Los activos intangibles son activos que no poseen forma física y que, no obstante, entregan valor,tales como tecnología, software, diseños, patentes, marcas, secretos industriales, competencias de los trabajadores y del equipo directivo, etcétera.

## Definición
La Junta de Normas Internacionales de Contabilidad (en inglés, International Accounting Standards Board) a través de la norma 38 (IAS 38 o, en español, NIC 38), define al activo intangible como "un activo identificable, de carácter no monetario y sin apariencia física".Esta definición está relacionada con aquella de activo dado por la misma norma, el cual se define como un "recurso controlado por la entidad como resultado de sucesos pasados; y del que la entidad espera obtener, en el futuro, beneficios económicos".
Así, el activo intangible posee el atributo de identificabilidad. A su vez, un activo es identificable si 1) es separable, esto es, susceptible de ser separado o escindido de la entidad y comercializable; y, 2) si surge de derechos contractuales o de otros derechos de tipo legal.

## Desarrollo
Durante la década del setenta comienzan los planteamientos críticos en el ámbito empresarial y académico sobre la contabilidad tradicional que estaba siendo utilizada desde la antigüedad; estos planteamientos están en sintonía con el despertar de la era de la información, la globalización, la segmentación de clientes, los nuevos vínculos entre organización y públicos y la aparición de las comunicaciones integradas de marketing. 
La contabilidad se basa en el control y registro de los movimientos de activos de una entidad que generan valor. Para una organización un activo es un recurso controlado por la entidad del que puede o pudo obtener beneficios tangibles. Estos activos pueden tomar la forma tangible o intangible.

## Activos tangibles e intangibles
Un activo es un recurso que esta controlado por una entidad, identificado en términos monetarios, de estos esperamos beneficios económicos futuros, causado por operaciones pasadas. Son bienes y derechos de una entidad.
Un activo tangible está relacionado con su presencia física o material; la contabilidad tradicional controlaba transacciones en plano de igualdad en informes financieros. De esta forma, la dimensión financiera fue la más desarrollada a través de los balances que daban cuenta de la movilidad del capital en relación con costos y beneficios.
En el lenguaje contable el término intangible se emplea con un sentido restringido para aquellos activos que producen beneficios parecidos a los que producen los bienes de uso o de renta y que no pueden materializarse físicamente. La contabilidad tuvo que desarrollar un concepto nuevo para incorporar a los balances económicos del patrimonio de una organización a activos intangibles como el valor de marca, el conocimiento que desarrolla una organización, una estructura de empleados expertos y motivados, clientes leales y satisfechos o el crecimiento empresarial debido al resultado de investigaciones o patentes, entre otros.  Por todo ello, hoy en día se considera que los activos intangibles poseen una importancia creciente en el conjunto del patrimonio empresarial, lo que motiva el desarrollo de metodologías específicas para calcular su valor.

## Características
De acuerdo a la Norma Internacional de Contabilidad "NIC 38: Activos Intangibles", partiendo de su naturaleza no corpórea, los requisitos principales que se deben cumplir para que un elemento sea considerado activo intangible son:
- El primero es generar utilidades (beneficios económicos) en el futuro, incluyéndose: los ingresos ordinarios procedentes de la venta de productos o servicios, los ahorros de costo y otros rendimientos diferentes que se deriven del uso del activo por parte de la entidad (NIC 38, párrafo 9).
- El segundo es la identificabilidad, quiere decir que “sea separable, esto es, susceptible de ser separado o escindido de la entidad y vendido, cedido, dado en operación, arrendado o intercambiado” (NIC 38, párrafo 12).
- El tercero es el control, entendiéndose por tal, cuando una entidad tiene el poder de obtener los beneficios económicos futuros que procedan de dicho activo y además puede restringir, a través de mecanismos legales, el acceso de terceras personas a tales beneficios (NIC 38, párrafo 13).[14]

## Clases de activos intangibles
De acuerdo con las normas de información financiera, existen dos clases de partidas referentes a los activos intangibles:
1. Aquellos que representen la utilización de servicios o el consumo de bienes, pero de los cuales se espera que produzcan ingresos en el futuro y su aplicación en resultados será un gasto diferido hasta el ejercicio en que se obtengan dichos ingresos.[14]
2. Aquellos cuya naturaleza es la de un bien incorpóreo, que implican un derecho o privilegio y, en algunos casos, tienen la particularidad de reducir costos de producción, mejorar la calidad de un producto o promover su aceptación en el mercado.[14]

###### Ejemplos de activo intangible
Como algunos ejemplos de activos intangibles podemos encontrar: 
Patentes,marcas registradas, licencias y permisos, franquicias, derechos de autor.

###### Revelación de activos intangibles
Deberá hacerse en las notas de los estados financieros por cada uno de los activos intangibles presentados, señalando entre los activos generados por la propia entidad y los adquiridos en forma independiente. (NIF C-8, párrafo 121).

## Transmisión de un activo intangible
La OCDE (Organización para la Cooperación y el Desarrollo Económicos) indica sobre la complejidad en la valoración de un activo intangible y más aún cuando se trata de una transferencia, ya que muchos intangibles no están registrados ni contabilizados como lo son: el know-how, lista de proveedores y clientes, símbolos, canales de distribución, entre otros. Los métodos para estimar su valor en un momento determinado se basan en proyecciones estimativas de flujos de caja que con posteridad pueden no concretarse o desviarse de la proyección de forma significativa. 
La OCDE advierte los siguientes parámetros en la valoración, al momento de una transmisión:
- La naturaleza del intangible
- La posición del transmitente y adquirente
- Los riesgos transferidos
- La duración de la cesión
- Las limitaciones y condiciones para la explotación del intangible
- Su protección legal

La transmisión deberá fundamentarse, en que exista sustancia económica y plena competencia.

## Modelos de valoración financiera
En México, la normatividad contable en materia de Activos Intangibles la constituye la Norma de Información Financiera para Activos Intangibles, abreviada como NIF C-8, emitida por el Consejo Mexicano de Normas de Información Financiera (CINIF), dicha norma establece que los Activos Intangibles pueden ser adquiridos de tres formas:
1. Adquisición individual
2. A través de una adquisición de negocios
3. Generados internamente

En el caso de que los Activos Intangibles se adquieran a través de una adquisición de negocios, tenemos, para efectos de su valuación que le son aplicables Modelos de Valuación Financiera.
Con relación a estos modelos, tenemos tres aproximaciones:
1. Basado en el ingreso
2. Basado en el coste
3. Basado en el mercado

## Amortización de los activos intangibles
Es el proceso sistemático de asignación del costo de activos intangibles. Para determinar a qué tipo de activos intangibles se les debe aplicar el proceso de amortización, en el cual es necesario saber si tienen vida útil limitada o no. Los activos intangibles cuya vida útil es ilimitada o indefinida se mantienen intactos hasta que pierdan su valor. En ese momento se cancelan totalmente. 
Las normas de información financiera establecen que los costos de los activos intangibles deben ser absorbidos por medio de la amortización, en los costos y gastos de los periodos que resulten beneficiados de ellos. La amortización debe de ser mediante un método racional, sistemático y consistente durante el término de la vida útil estimada del intangible. 
En caso de que la vida útil del intangible esté limitada por la ley, reglamento, contrato o su misma naturaleza, su periodo de amortización no podrá ser mayor al que establece dicho documento y, por lo general se realiza aplicando el método de línea recta. 
En el caso de que la vida útil de los activos intangibles no esté limitada a un periodo fijo, puede hacerse una estimación de ese periodo para ser amortizados durante este.
Cuando se determine que el activo intangible ha perdido su valor, su importe no amortizado debe cancelarse con cargo a los resultados de operación del periodo en que ocurre. Cuando se determina que el término de vida del intangible ha cambiado, su valor no amortizado debe amortizarse durante el nuevo término de vida.

## Los activos intangibles en las empresas
Los activos intangibles son una parte fundamental en el valor de mercado de las empresas. El valor que no se recoge en la contabilidad de la empresa, se trata de un valor “extracontable” que es realizable cuando se da una transacción. Las empresas tecnológicas deben tenerlo debidamente localizado y valorado pues es clave para posibles perspectivas futuras de:
- Búsqueda de liquidez: salida a cotización bursátil, rondas de capital, obtención de financiación externa, reestructuración de deuda,…
- Reorganizaciones societarias: escisiones de líneas de actividad, fusiones, salidas o entradas de socios, etc.
- Motivos estratégicos: desinversiones, planes de expansión o de focalizar el negocio, adquisiciones o ventas, explotación de intangibles tecnológicos, …
- Garantías: aplazamientos de pagos.[19]